# Brasão de Orlândia
O Brasão de Orlândia é o símbolo de Orlândia, município do estado do São Paulo, Brasil.

## Descrição
O símbolo é formado por um escudo português cortado, tendo no primeiro campo azul uma águia dourada transportando uma tocha simbolizando a inteligência, o progresso, a cultura, e a chama simbolizando a bravura e fé. No segundo campo vermelho possui uma bigorna com uma pira acesa no topo simbolizando a indústria, as profissões e a humanização no trabalho. Sobre o escudo há uma coroa dourada de três torres visíveis (sendo 4 no total). As laterais são adornadas por ramos de café: a primeira fonte de riqueza da cidade.
O listel possui inscrição com o nome da cidade e do estado de São Paulo. Entre os nomes, ao centro, possui um capacete de aço em dourado, referenciando a Revolução de 1932 e simbolizando a luta, o bandeirismo dos paulistas e os desbravadores do sertão, incluindo o Coronel Francisco Orlando, fundador da cidade.
O uso do brasão foi estabelecido pela lei municipal 570, de 10 de março de 1967.

## Características da confecção
O brasão de Orlândia possui dois erros comuns na heráldica municipal (também denominada "civil") brasileira, que é a representação incorreta da peça conhecida como "coroa-mural" (a peça de três torres logo acima do escudo).
Os erros estão na cor da coroa-mural, que deveria ser prateada e não dourada (cor reservada somente ao brasão das capitais) e no número de torres à vista, que exibe três torres ao invés de cinco, representando uma aldeia ao invés de um município.